# Moor House
Moor House è un edificio utilizzato per ospitare uffici situato sul London Wall nella City di Londra.
Si trova all'estremità settentrionale del distretto finanziario ed è uno degli edifici più grandi della zona: è alto 84 metri e ha 29.000 metri quadrati di superficie.
Completato nel 2004, è stato il primo edificio ad essere progettato per l'imminente Crossrail, con un pozzo di ventilazione per la stazione sotto l'edificio. Una volta costruita, aveva le fondamenta più profonde di Londra, che raggiungono i 57 metri. L'edificio è costato 182 milioni di sterline ed è stato progettato da Sir Norman Foster. Qui hanno sede gli uffici di CLSA, UniCredit, Peel Hunt, TT International.